# 달 마카니
달 마카니(힌디어: दाल मखानी) 또는 달 마크니(펀자브어: ਦਾਲ ਮੱਖਣੀ)는 인도 아대륙의 펀자브에서 유래한 커리이다. 우라드콩과 라즈마(붉은 강낭콩), 버터 등이 들어간다. 많은 양의 크림이 들어가나 다히나 우유로도 만들 수 있고 유제품을 넣지 않을 수도 있다.
전통적으로 만들기에는 24시간이 걸리기도 했으나 압력솥 등의 개발로 조리 시간이 2–3시간 정도로 짧아졌다.

## 역사
달 마카니는 인도 아대륙의 주식이다. 펀자브인들이 처음으로 만들었으며, 인도와 파키스탄이 서로 갈라지며 많은 펀자브인들이 북인도로 이주했을 때 유명해지기 시작했다.
달 마카니의 다양한 식감과 긴 조리 시간 때문에 많은 인도인들은 생일이나 국경일, 결혼식때에만 먹거나 종교적인 이유로 먹는다. 

## 같이 보기
- 무르그 마카니